# Station Paris-Austerlitz
Station Paris-Austerlitz, doorgaans aangeduid als Gare d'Austerlitz, is een van de zeven grote kopstations in Parijs (Frankrijk). Het bevindt zich in het 13e arrondissement, aan de linkeroever van de Seine en verwerkt per jaar 25 miljoen reizigers, ongeveer de helft van het aantal van Gare Montparnasse.
De naam van het station verwijst naar de Tsjechische plaats Austerlitz (Slavkov u Brna), waar Napoleon Bonaparte op 2 december 1805 een overwinning behaalde op numeriek sterkere Oostenrijkse en Russische legers (Slag bij Austerlitz). Eerder werd het Gare d'Orléans genoemd.

## Geschiedenis
Op deze plaats werd reeds in 1840 een station gebouwd door de Compagnie du chemin de fer de Paris à Orléans voor de spoorlijn naar Corbeil. In 1843 werd deze spoorlijn verlengd tot Orléans en in 1846 werd het station voor het eerst uitgebreid.
Tussen 1862 en 1870 verrees naar plannen van de hoofdingenieur van de Compagnie du chemin de fer de Paris à Orléans een nieuw stationsgebouw, met een metalen overkapping van 51,5 m breed en 280 m lang. Deze ruimte werd in 1870 tijdens de belegering van Parijs gebruikt voor het vervaardigen van luchtballonnen, waarmee men uit de belegerde stad kon ontsnappen.
In 1900 verlengde de Compagnie du Paris-Orléans (PO) de spoorlijn verder richting het centrum van Parijs omwille van de excentrische locatie van de Gare d'Austerlitz. De Gare d'Orsay (thans Musée d'Orsay) werd het nieuwe eindpunt van de lijn.

## Verbindingen
Sinds de TGV-Atlantique in gebruik is genomen heeft het station het grootste deel van de sneltreinverbindingen naar het zuidwesten van Frankrijk verloren aan Gare Montparnasse. Wel vertrekken hier nog de nachttreinen naar Orléans, Barcelona en Madrid.
Het station is verbonden met het metrostation Gare d'Austerlitz langs metrolijn 5 van de metro van Parijs en lijn C van de RER.

## Vorige en volgende stations
| Richting                            | Vorig station             | Lijn  | Volgend station                  | Richting                                                |
| ----------------------------------- | ------------------------- | ----- | -------------------------------- | ------------------------------------------------------- |
| Pontoise C1 Montigny - Beauchamp C3 | Saint-Michel - Notre-Dame | RER C | Bibliothèque François-Mitterrand | Massy-Palaiseau C2 Pont-de-Rungis - Aéroport d'Orly C12 |
| Versailles-Château-Rive-Gauche C5   | Saint-Michel - Notre-Dame | RER C | Bibliothèque François-Mitterrand | Juvisy C10 Versailles-Chantiers C8 (via Massy)          |
| Saint-Quentin-en-Yvelines C7        | Saint-Michel - Notre-Dame | RER C | Bibliothèque François-Mitterrand | Saint-Martin-d'Étampes C6                               |
| Pont du Garigliano                  | Saint-Michel - Notre-Dame | RER C | Bibliothèque François-Mitterrand | Brétigny                                                |
| Invalides                           | Saint-Michel - Notre-Dame | RER C | Bibliothèque François-Mitterrand | Dourdan - La Forêt C4                                   |

## Bedieningsgebied

Bedieningsgebieden van de Parijse kopstations
----

Gare d'Austerlitz · Gare de la Bastille (gesloopt) · Gare de Bercy · Gare de l'Est · Gare de Lyon · Gare Montparnasse · Gare du Nord · Gare d'Orsay (hergebruikt als museum) · Gare Saint-Lazare · Lijst van RER-stations
- Bibliothèque nationale de France: cb11964312w (data)
- Gemeinsame Normdatei: 7618363-4
- Library of Congress Control Number: nr97025886
- Nationale Bibliotheek van Israël: 987007288983605171
- Virtual International Authority File: 239236395